# Liste der Naturdenkmale in Härtlingen
Die Liste der Naturdenkmale in Härtlingen nennt die im Gemeindegebiet von Härtlingen ausgewiesenen Naturdenkmale (Stand 13. Juni 2024).

## Naturdenkmale
| Nr.         | Bezeichnung                                      | Lage                                            | Beschreibung       | Bild                                    |
| ----------- | ------------------------------------------------ | ----------------------------------------------- | ------------------ | --------------------------------------- |
| ND-7143-512 | Sommerlinde im Ortskern neben dem Kriegerdenkmal | Hauptstraße, gegenüber Nr. 4 Lage               | Tilia platyphyllos | mehr Fotos \| Fotos hochladen           |
| ND-7143-513 | Sommerlinde nördlich des Hofgutes Westert        | südöstlich des Ortes; Flur Westerter Heide Lage | Tilia platyphyllos | Direkt Bild zu diesem Denkmal hochladen |